# Live 2003
Live 2003 es el primer álbum en vivo hecho por la banda británica Coldplay, lanzado a la venta el 4 de noviembre de 2003. La serie de DVD y CD son conciertos filmados en el Hordern Pavilion de Sídney, el 21 y 22 de julio de 2003. Incluye la canción nunca editada hasta entonces llamada "Moses", que fue nominada para los Premios Grammy del 2004. El tema "Moses" va dedicado a la actriz Gwyneth Paltrow principalmente. El tema se inspira en el nombre del segundo hijo de la pareja, Moses Bruce Anthony Martin, nacido en 2006.

## Listado de canciones
Todas las canciones compuestas por Will Champion, Chris Martin, Jon Buckland y Guy Berryman:
| Disco 1 DVD |                                  |          |  |
| N.º         | Título                           | Duración |  |
| 1.          | «Politik»                        | 6:27     |  |
| 2.          | «God Put A Smile Upon Your Face» | 5:00     |  |
| 3.          | «A Rush of Blood to the Head»    | 6:55     |  |
| 4.          | «Daylight»                       | 5:48     |  |
| 5.          | «Trouble»                        | 4:37     |  |
| 6.          | «One I Love»                     | 5:11     |  |
| 7.          | «Don't Panic»                    | 3:10     |  |
| 8.          | «Shiver»                         | 5:29     |  |
| 9.          | «See You Soon»                   | 3:32     |  |
| 10.         | «Everything's Not Lost»          | 8:51     |  |
| 11.         | «Moses»                          | 5:32     |  |
| 12.         | «Yellow»                         | 5:40     |  |
| 13.         | «The Scientist»                  | 5:25     |  |
| 14.         | «Clocks»                         | 5:35     |  |
| 15.         | «In My Place»                    | 4:16     |  |
| 16.         | «Amsterdam»                      | 5:25     |  |
| 17.         | «Life Is For Living»             | 3:44     |  |

| Disco 2 CD |                                  |          |  |
| N.º        | Título                           | Duración |  |
| 1.         | «Politik»                        | 6:27     |  |
| 2.         | «God Put A Smile Upon Your Face» | 5:00     |  |
| 3.         | «A Rush of Blood to the Head»    | 6:55     |  |
| 4.         | «One I Love»                     | 5:11     |  |
| 5.         | «See You Soon»                   | 3:32     |  |
| 6.         | «Shiver»                         | 5:29     |  |
| 7.         | «Everything's Not Lost»          | 8:51     |  |
| 8.         | «Moses»                          | 5:32     |  |
| 9.         | «Yellow»                         | 5:40     |  |
| 10.        | «Clocks»                         | 5:35     |  |
| 11.        | «In My Place»                    | 4:16     |  |
| 12.        | «Amsterdam»                      | 5:25     |  |

## Charts
| Chart (2003)                | Posición más alta |
| --------------------------- | ----------------- |
| US Billboard Top 200 Albums | 13                |
| US Top Internet Albums      | 13                |
| Top Canadian Albums         | 10                |
| Australia                   | 16                |
| Bélgica (Flandes)           | 35                |
| Bélgica (Valonia)           | 46                |
| Francia                     | 26                |
| Alemania                    | 34                |
| Nueva Zelanda               | 26                |
| Noruega                     | 24                |
| Chart (2008)                | Posición más alta |
| UK Albums Charts            | 73                |